# Carmelo Torres
Pour les articles homonymes, voir Torres.
Bernardo del Carmen Fregoso Cázares, plus connu sous son pseudonyme « Carmelo Torres », né à La Barca (Mexique, État de Jalisco) le 16 juillet 1927 (ou selon certaines sources, 1924), mort à Caracas (Venezuela) le 29 janvier 2003, fut tour à tour matador, industriel, journaliste, écrivain et producteur de télévision mexicain.

## Présentation
Il serait né le 16 juillet 1927, mais sa date de naissance prête à discussion, certains de ses biographes la fixant en 1924.
Carmelo Torrès a vécu au Venezuela à partir de 1952. 
Il prend son alternative à Barranquilla en Colombie 14 août 1949, avec pour parrain, Jesús Jiménez "Chicuelín", devant du bétail de la ganadería Aguas Vivas. Il termine sa carrière à Nezahualcóyotl, au Mexique, en 1986. 
Frère du compositeur Teddy Fregoso et oncle de Nathaniel, chanteur du groupe Rock The Blood Arm, il décède le 29 janvier 2003 à Caracas, au Venezuela, des suites d'une complication liée à la maladie de Parkinson, causée apparemment par une ancienne lésion cérébrale occasionnée par son activité tauromachique.

## Autres activités
De 1960 à 1982, il a été l'apoderado c’est-à-dire l'agent artistique de nombre de figures de la tauromachie, avec lesquelles il a, en outre, partagé l'affiche : Luis Miguel Dominguín, Manolo Martínez, Eloy Cavazos, Palomo Linares, César Girón, Pepe Cáceres, Ernesto San Román.
Il était également le représentant des ganaderias mexicaines au Venezuela : Les Martínez, Javier Garfias, Mimiahuapan, San Martín et la Gloria.
Ce travail et son amitié avec les présidents mexicain José López Portillo et vénézuélien Rafael Caldera et Carlos Andres Perez lui valurent l’appellation de « diplomate du toreo ».
En 1959, Miguel Aceves Mejia a interprété le rôle du torero Carmelo Torres dans le film « Balle perdue ».

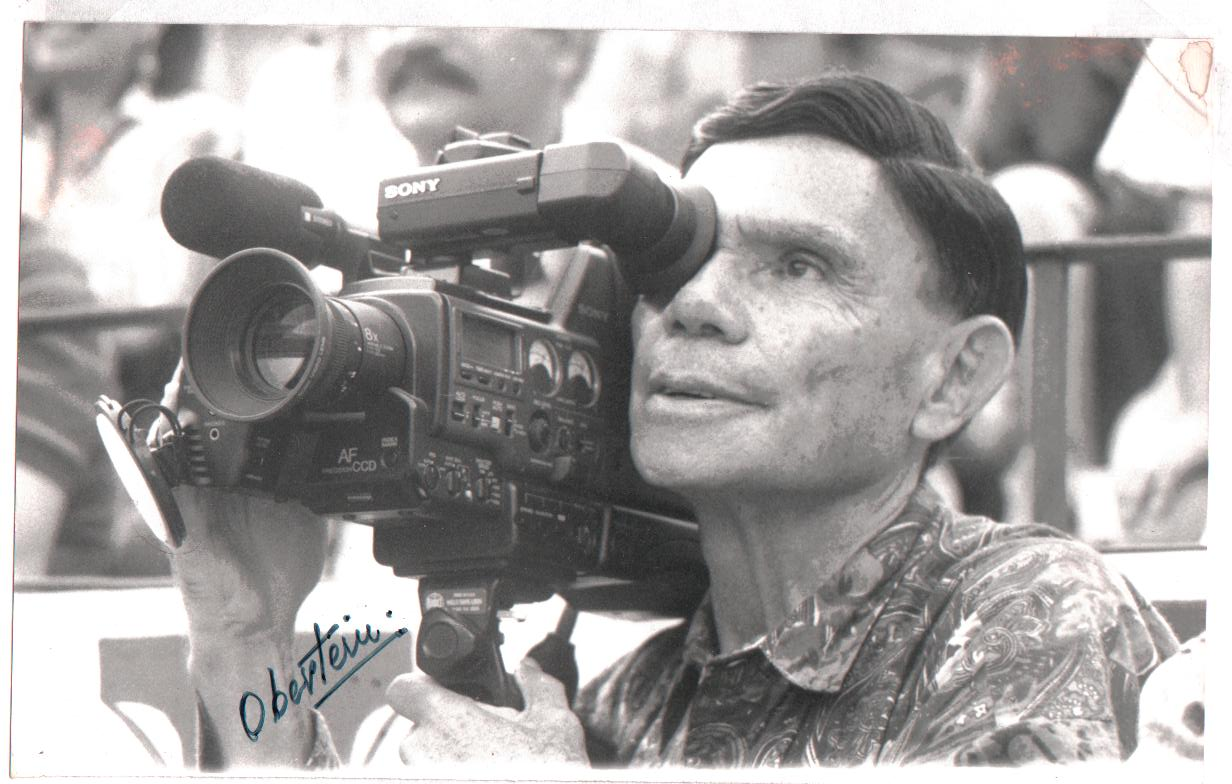
Carmelo Torres avec une caméra, photo de César Obertein, collection Cat Fletcher

## Télévision, littérature, et sport
Il fonde en 1979 avec son fils Cat Fletcher « Vidéo Système Taurin », la première entreprise audiovisuelle spécialisée dans la tauromachie au Venezuela. Ils deviennent les cadreurs officiels des grandes figures de la tauromachie de cette époque. L'entreprise est rebaptisée « Études Télévisuelles Internationales » (Mexique-Miami-Atlanta-Caracas) en 1982 pour s'adapter à leurs diverses productions.
- Correspondant taurin de la Télévision vénézuélienne (1979-1980)
- Correspondant taurin de Canal 13 XHDF, Mexique (1979-1982)
- Coproducteur avec Felo Gimenez des programmes taurins pour Sports Venevisión (1981),
- Producteur exécutif du « Sport dans la Ville du Mexique et sa Fonction dans le Développement Social de la Population » (Prix l'UNESCO (1982).
- Collaborateur du programme « Taureaux et Toreros » XEIPN-TV, Onze TVS canal 11, Mexique, (1982-1985).
- Producteur exécutif « les Taureaux dans le Monde » (2002).
- Chroniqueur taurin pour le journal « l'Universel » (1970 - 1973) où il écrivait avec le pseudonyme de Cartof ( CAR melo TO rres F regoso),
- Correspondant pour « Le Ruedo », Mexique (1969 - 1982)
- Correspondant pour « Dígame », Espagne (1962-1971)
- Coauteur (avec le Dr Pepe Cabello) du livre « Rond d'Illusions » (1974).
- Auteur du livre Audace (1991).